# Teleprompter

Schema di funzionamento del Teleprompter.
1 - Telecamera
2 - Protezione da riflessi
3 - Monitor
4 - Specchio
5 - Immagine dal soggetto
6 - Immagine dal monitor

Il teleprompter (detto anche gobbo o suggeritore elettronico) è un sistema che consente di visualizzare un testo destinato alla lettura da parte di un locutore direttamente sulla telecamera che riprende la scena, attraverso uno specchio semi-riflettente. Ciò consente al locutore di non distogliere lo sguardo dalla telecamera e di dare l'impressione che stia guardando direttamente lo spettatore. Il sistema è utilizzato sia in ambito televisivo, tipicamente nel telegiornale, sia per conferenze. Il sistema sostituisce il metodo più primitivo nel quale una persona, detta lo gnomone, regge i fogli su cui è scritto il testo da leggere.

## Storia

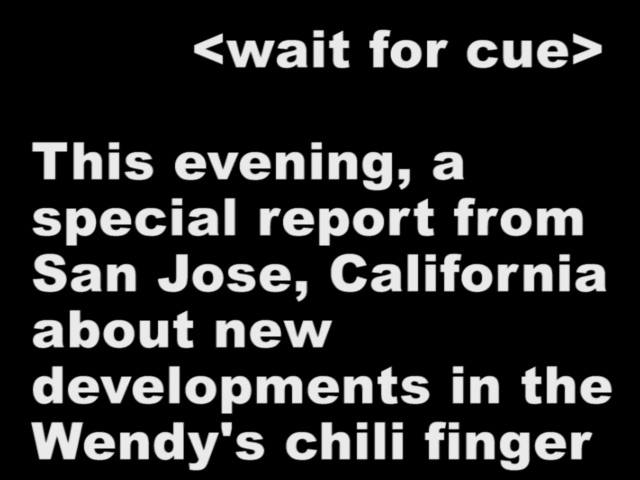
Esempio di testo su un teleprompter. Si noti l'indicazione all'inizio per il giornalista.

Il primo tipo di teleprompter su camera (noto ai tempi come hard copy prompter) utilizzava lunghi rotoli di carta o plastica chiara. Il testo veniva scritto su carta utilizzando grossi caratteri e poche parole (dalle 2 alle 4) per ogni riga. Il rotolo di carta veniva attaccato a due motori e l'immagine veniva ripresa da una videocamera e riprodotta su un monitor. La velocità di scorrimento del testo veniva controllata accuratamente da un operatore mentre il conduttore leggeva il testo.

## Impieghi

### Televisione

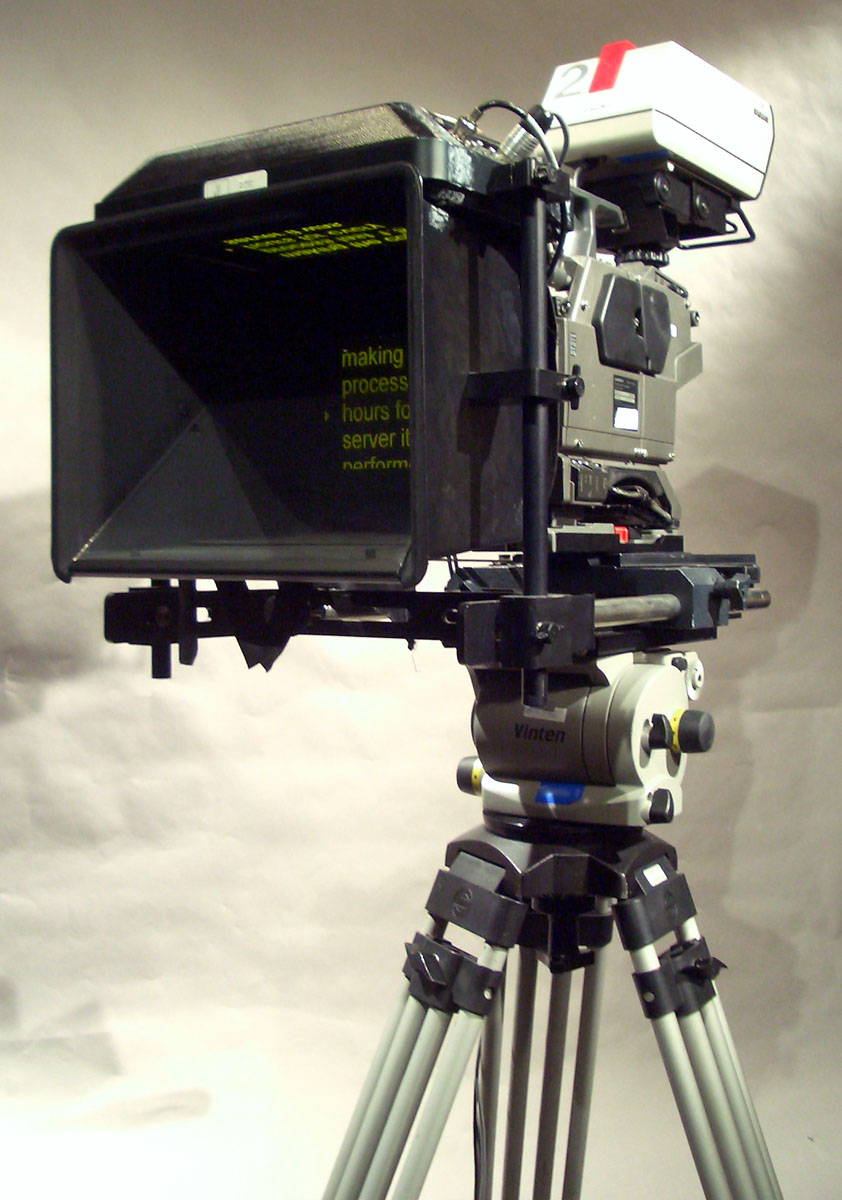
Un teleprompter montato direttamente sulla telecamera

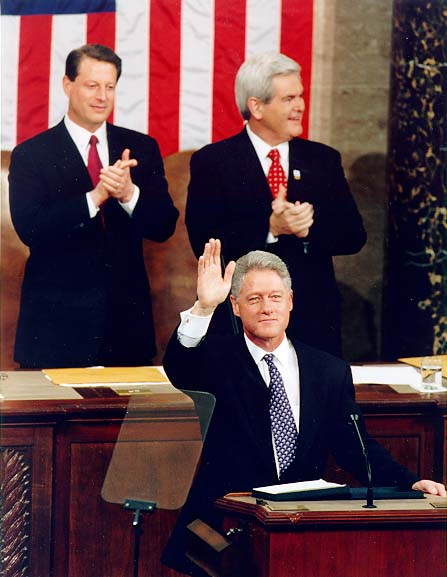
Il presidente degli Stati Uniti Bill Clinton durante il discorso sullo stato dell'Unione nel 1997. Davanti a lui, un suggeritore elettronico nel podio.

Per permettere a chi appare in televisione di parlare in modo naturale senza consultare note scritte, il teleprompter è costituito da una base che poggia sul cavalletto della telecamera e da una struttura che ospita la telecamera stessa (sopra) e un monitor LCD (sotto).

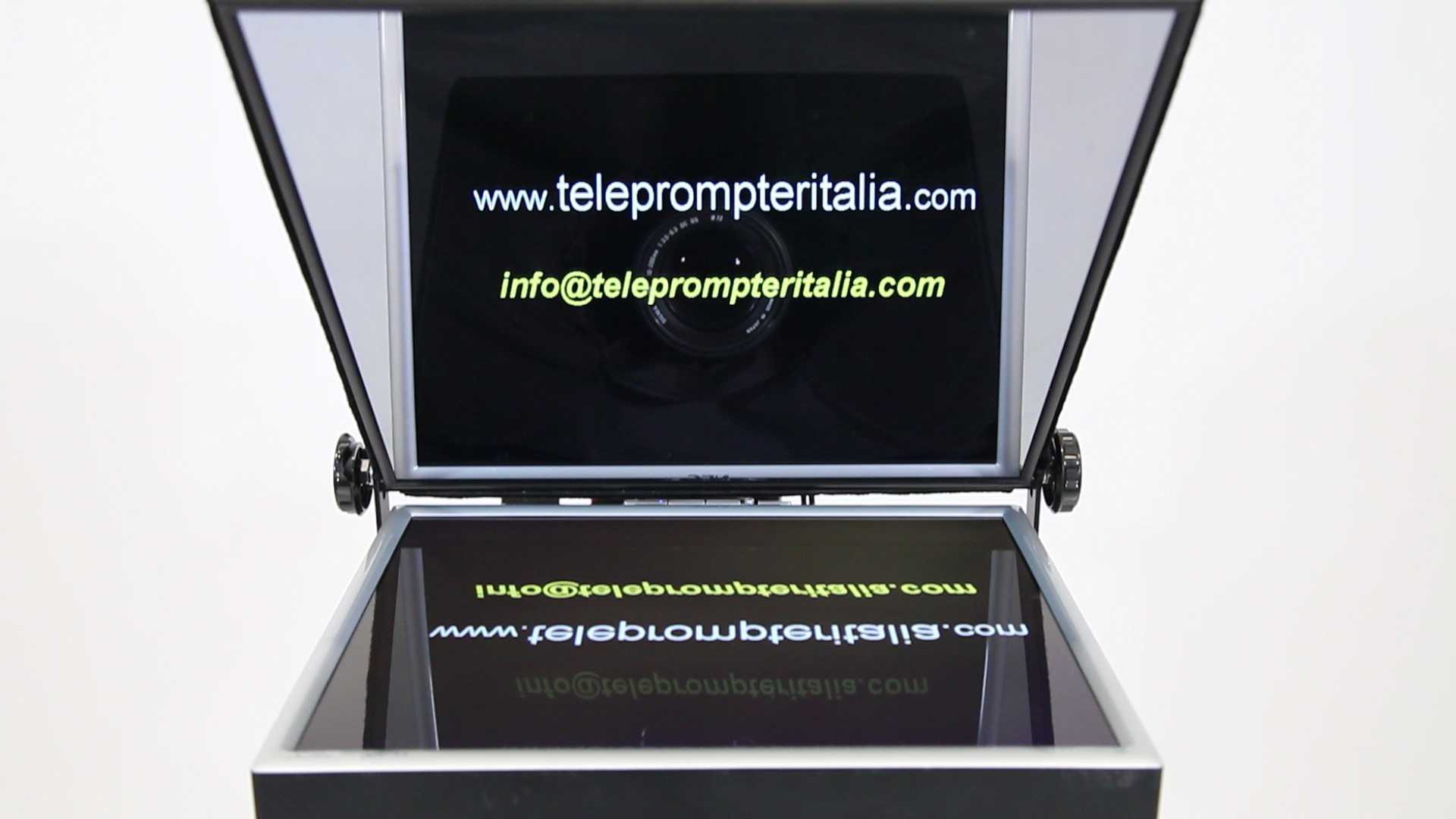
Un moderno teleprompter.

Davanti all'obiettivo della telecamera viene invece posizionato uno specchio semitrasparente (antiriflesso da un lato e riflettente dall'altro), che permette di riflettere il testo rovesciato visualizzato sul monitor LCD senza che la telecamera ne legga i riflessi. Questo permette al conduttore di tenere lo sguardo fisso sulla telecamera, come se guardasse direttamente lo spettatore.
Nei teleprompter moderni, il testo che scorre sul monitor è gestito da un computer dedicato. Di solito una scheda PCI o un dispositivo esterno USB generano direttamente un segnale video con il testo. Tutte le telecamere da studio sono dotate di un canale di ritorno dedicato al prompter, il segnale video generato dal teleprompter viene dato in ingresso alla CCU che tramite il cavo triassiale lo invia alla telecamera, dove è presente un connettore di uscita da dare al monitor.
Il testo generato può essere scritto direttamente sul computer di controllo, oppure importato da un word processor oppure ancora, nei casi più complessi, interfacciato a un software di gestione scalette, con il vantaggio che ogni modifica al testo o all'ordine della scaletta è centralizzata e il teleprompter viene aggiornato in tempo reale, rispecchiando esattamente ogni modifica fatta.
Oltre al testo, sullo schermo possono essere aggiunte istruzioni specifiche per il conduttore, come pause, inflessioni, azioni da compiere e simili. Il conduttore di un telegiornale può vedere direttamente sul teleprompter un promemoria dei servizi da mandare in onda, oppure ricevere informazioni sulla pronuncia corretta di parole straniere. La velocità di scorrimento del testo può essere preimpostata, ma molto più frequentemente viene controllata da un operatore, oppure l'oratore stesso dispone di un controllo (a mano o a pedale, a seconda dei casi) con cui può regolare direttamente lo scorrimento del testo.

### Conferenze e concerti
I teleprompter sono spesso utilizzati nei discorsi in pubblico. In questo caso, il display è montato di solito su un podio o su un supporto a sé stante. Spesso, il segnale è ripetuto da due monitor posti ai lati del palco, permettendo al conduttore di spostare lo sguardo senza perdere di vista il discorso. A parte le differenze estetiche, i suggeritori sono molto simili a quelli usati in televisione.
I teleprompter sono usati durante alcuni concerti, come aiuto per il cantante per ricordare il testo delle canzoni. Per questo scopo si può usare un monitor del tipo impiegato per le conferenze, oppure un normale monitor sul palco.